# Griffin Frazen
Griffin James Frazen (Los Ángeles, California, 8 de octubre de 1987) es un actor estadounidense. 
Su padre es editor de cine y su madre actriz y payaso de circo. Después de un mes de tomar su primera clase, Frazen obtuvo su primer comercial para McDonalds. Sus apariciones en televisión incluyen 'The Drew Carey Show', 'Son of the Beach', 'Grounded for Life' (como Jimmy Finnerty) y 'Chicken Soup for the Soul'. Además, ha tenido papeles en películas como 'The Perfect Tenant', 'Beyond the City Limits' y 'Lucky Thirteen'. 
Frazen se graduó en la New York University's Gallatin School of Individualized Study, como parte de la clase de 2009.
- Datos: Q2566759